# Жупанија Галац
Галац (рум. Galaţi — Галаци) је округ у републици Румунији, у њеном источном делу. Управно средиште округа је истоимени град, а битан је и град Текучи.

## Положај
Округ Галац је погранични округ према републици Молдавији ка истоку. Округ са других страна окружују следећи окрузи:
- ка северу: Васлуј (округ)
- ка југоистоку: Тулча (округ)
- ка југу: Браила (округ)
- ка западу: Вранча (округ)
- ка северозападу: Бакау (округ)

## Природни услови
Округ Галац је у Молдавији. Округ обухвата источно приобаље Дунава у Влашкој низији, који овај део Румуније одваја од Добруџе. Ка северу се подунавска равница издиже у побрђе. Река Прут је окружна и државна граница на истоку, ка Молдавији. Важна је и река Сирет, која је гранична ка западу.

## Становништво
Галац спада у округе Румуније са претежним румунским становништвом и по последњем попису из 2002. г. Румуни чине чак 98% окружног становништва, а остатак су углавном Роми.